# Cabool
Cabool é uma cidade localizada no estado americano de Missouri, no Condado de Texas.

## Demografia
Segundo o censo americano de 2000, a sua população era de 2168 habitantes. 
Em 2006, foi estimada uma população de 2156, um decréscimo de 12 (-0.6%).

## Geografia
De acordo com o United States Census Bureau tem uma área de 
9,7 km², dos quais 9,6 km² cobertos por terra e 0,1 km² cobertos por água.

## Localidades na vizinhança
O diagrama seguinte representa as localidades num raio de 36 km ao redor de Cabool. 